# Másnaposság

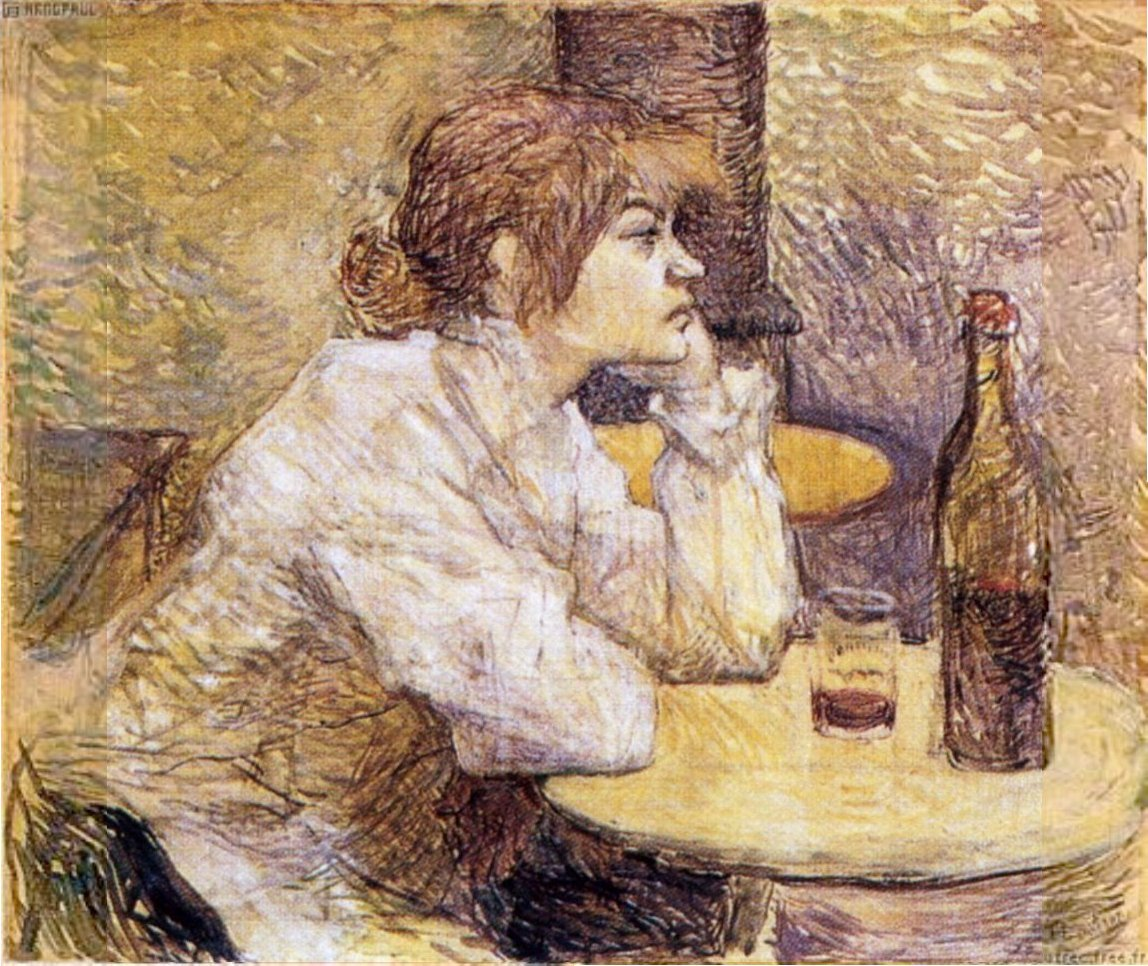
Henri de Toulouse-Lautrec: Másnaposság

A másnaposság nagy mennyiségű alkoholos ital fogyasztásának másnap jelentkező utóhatása. Népies elnevezése: macskajaj.

## A tünetek
A másnaposság tünetei a súlyosságtól függően lehetnek: szájszárazság, szomjúságérzet, étvágytalanság, fejfájás, rossz kedélyállapot, ingerlékenység, bevérzett szemek, zaj- és fényérzékenység, kézremegés, fáradtságérzet, gyengeség, feszült idegállapot, szorongás, pánikrohamok (az arra hajlamos egyén esetén), lehangoltság, akut depresszió, émelygés és hányás. Szapora szívverés, emelkedett pulzus és vérnyomás szintén előfordulhat.
A tünetek súlyossága az elfogyasztott alkohol mennyiségétől, minőségétől és az egyéni érzékenységtől függ.
Általában az alkoholfogyasztás abbahagyása után több órával kezdenek jelentkezni a tünetek, mikor a véralkoholszint süllyedni kezd.

## Okai
A másnapossággal járó tüneteknek több oka is van. Az etil-alkohol – az antidiuretikus hormon termelésének befolyásolásával – dehidratációt, azaz kiszáradást okoz, ami a szájszárazsághoz, valamint fejfájáshoz vezet. Az etanol a máj alkohol-dehidrogenáz enzimje hatására acetaldehidre bomlik, amit az acetaldehid-dehidrogenáz ecetsavvá alakít. Az acetaldehid mérgező, a főbb tüneteket ez a vegyület okozza. A vér laktát-szintje emelkedett, a laktátacidózis maradandóan károsítja az idegrendszert (főleg csökkent vércukorszint esetén). Kialvatlanság, hangos zene hallgatása, nem kielégítő táplálkozás tovább fokozzák a másnaposság szintjét.
A színes alkoholos italok előállítása és érlelése során keletkező kémiai anyagok tovább fokozzák a másnaposság súlyosságát és kialakulását. A gyengébb minőségű italok szintén.

## Kezelése
Ízlés és igény szerint javasolt a szódabikarbónás ásványvíz, paradicsomlé, friss narancslé fogyasztása.
Ezeken kívül ajánlott sok víz, C-vitamin, multivitaminok, brokkoli, karfiol (méregtelenítés), illetve sok cukor bevitele.
Alkoholos befolyásoltság után a másnaposság kezelésére jó módszer valamilyen sport végzése, közvetlenül a másnaposság idején. Sportolás és mozgás közben az emberi szív gyorsabban ver, ezáltal nagyobb mennyiségű oxigént képes szállítani, így felgyorsítva a méregtelenítés folyamatát.
Egy 1999-es tudományos felmérés és kísérlet eredményeként a The New York Times-ban megjelentetett tudósítás szerint a másnaposság tünetei gyorsan megszüntethetők, ha a beteg növelt mennyiségű oxigént kap. A kísérletben két csoportban vizsgálták az embereket, egyik csoport 80% oxigén, 20% nitrogén összetételű „levegőt” kapott, a másik csoport a normális 30% oxigén, 70% nitrogén elegyet.[pontosabban?] Az első csoportból 17%-a a betegeknek volt még rosszul a kezelés után, a kisebb oxigént tartalmazó elegyet kapó csoportból 30%. Orvosok, nővérek és búvárok jelentései szerint az oxigén adagolása a megfelelő mennyiségben a legjobb megoldás a másnaposság kezelésére.
A „kutyaharapást szőrével” közkeletű téveszméjével ellentétben az alkoholfogyasztás nem segít a másnaposságon, hanem ront rajta. Pirulák alkalmazása ingerelheti a gyomrot, és az alkohol felerősítheti az egyes gyógyszerekben található acetaminofenek májkárosító hatását, és támadja a gyomor nyálkahártyáját.
A kávé fogyasztása sem javasolt, mivel a bennük lévő csersav izgatja a gyomornyálkahártyát, a koffein pedig fokozza a savtermelést, ami gyomorégést, émelygést, hányást okoz.

## Külső hivatkozások
- Informed – Alkoholizmus :: Az „ebszőrtől” a vitaminokig[halott link]
- SOBERGUARD – Másnaposság-enyhítő ital
- Protect Angel Plusz és Protect Angel Silver - a másnaposságra
- Másnaposság.lap.hu linkgyűjtemény